# جان رنشو کارسون

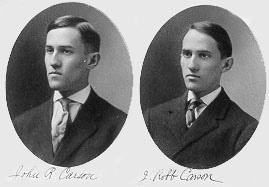
عکس دوقلوهای کارسون در سال ۱۹۰۷

جان رنشو کارسون (۲۸ ژوئن ۱۸۸۶ – ۳۱ اکتبر ۱۹۴۰), که با نام ج. ر. کارسون شناخته می‌شود، نظریه پرداز مطرح در زمینهٔ انتقال بود. او مدل‌سازی تک‌باند جانبی را انجام داد.
کارسون در پیتسبورگ، پنسیلوانیا به دنیا آمد و در سال ۱۹۰۷ از دانشگاه پنسیلوانیا با لیسانس در رشته علوم فارغ‌التحصیل شد. و در سال‌های ۱۹۰۷-۱۹۰۸ قبل از این که مدرک مهندسی خود را در سال ۱۹۰۹ و کارشناسی ارشد در رشته علوم در سال ۱۹۱۲ را از دانشگاه پرینستون بگیرد، در دانشگاه فناوری ماساچوست (MIT) حضور یافت. از سال ۱۹۱۲ تا ۱۹۱۴ استاد مهندسی برق و فیزیک در پرینستون بود اما با پیشنهادی که در سال ۱۹۱۴ از سوی ادارهٔ تلفن و تلگراف آمریکا (AT&T) دریافت کرد دانشگاه را رها کرد.

## ثبت اختراع
- U.S. Patent ۱٬۴۴۹٬۳۸۲: جان کارسون/AT&T: «روش و ابزار برای سیگنالینگ با امواج فرکانس بالا» filed on December 1, 1915; granted on March 27, 1923